# Список экорегионов Вьетнама
Ниже приводится список экорегионов Вьетнама, определенных Всемирным фондом дикой природы (WWF).

## Наземные экорегионы
Вьетнам находится в Индомалайской зоне. Экорегионы отсортированы по биомам.

### Тропические и субтропические влажные широколиственные леса
- Тропические леса Кардамоновых гор
- Горные влажные леса Луангпхабанга
- Тропические леса северных Аннамских гор
- Субтропические влажные леса Северного Индокитая
- Влажные низменные леса Северного Вьетнама
- Пресноводные болотные леса реки Хонгха
- Южные китайско-вьетнамские субтропические вечнозеленые леса
- Горные влажные леса южных Аннамских гор
- Пресноводные болотные леса Тонлесап
- Торфяно-болотные леса Тонлесап-Меконг

### Тропические и субтропические сухие широколиственные леса
- Сухие леса Центрального Индокитая
- Сухие вечнозеленые леса Юго-восточного Индокитая
- Сухие низменные леса Южного Вьетнама

### Мангры
- Мангровые заросли Индокитая

## Пресноводные экорегионы
Пресноводные экорегионы Вьетнама включают в себя:
- Си Янг
- Хонгха
- Северный Аннам
- Южный Аннам
- Меконг
  - Кратьэх-Стынгтраенг
  - Дельта Меконга

## Морские экорегионы
Прибрежные воды Вьетнама находятся в центральной части Индо-Тихоокеанского морского экорегиона.
- Сиамский залив
- Бакбо
- Острова Южно-Китайского моря (оспаривается)
- Южный Вьетнам